# Амфіболія
Амфіболія (від грец. ἀμφιβολία — двозначність, неясність) (у логіці) — хиба, яка постає у випадку використання речень із неоднозначною граматичною структурою.
У мовознавстві — те саме, що синтаксична неоднозначність.
Наприклад:
Продається собака. Невибагливий щодо їжі. Дуже любить дітей.